# Lino Kasten
Lino Björn Kasten (* 17. Januar 2001 in Berlin) ist ein deutscher Fußballtorwart.

## Karriere

### Verein
Kasten begann seine Karriere beim FC Viktoria 1889 Berlin. Zur Saison 2015/16 wechselte er in die Jugend des VfL Wolfsburg. Im September 2019 debütierte er für die Reserve der Wolfsburger in der viertklassigen Regionalliga. Im Dezember 2019 stand er gegen den SC Freiburg erstmals im Profikader. Für die Profis kam er in der Saison 2019/20 allerdings nie zum Einsatz, für die zweite Mannschaft kam er bis zum Abbruch der Regionalligasaison zu neun Einsätzen. Zur Saison 2020/21 rückte der Torwart fest in den Profikader des VfL, als dritter Tormann hinter Koen Casteels und Pavao Pervan kam er allerdings wieder nicht zum Einsatz. In der erneut abgebrochenen Regionalligaspielzeit kam er zu zwei Einsätzen für Wolfsburg II, das nach der Saison allerdings vom Spielbetrieb abgemeldet wurde.
Zur Saison 2021/22 wurde Kasten an den österreichischen Zweitligisten SKN St. Pölten verliehen, der zuvor eine Kooperation mit Wolfsburg eingegangen war. Sein Debüt in der 2. Liga gab er im Juli 2021, als er am zweiten Spieltag jener Saison gegen den FC Liefering in der Startelf stand. Bis zum Ende der Leihe kam er zu 23 Zweitligaeinsätzen für den SKN.
Zur Saison 2022/23 kehrte er zunächst nach Wolfsburg zurück, löste aber im September 2022 seinen Vertrag dann beim VfL auf. Nach mehreren Monaten ohne Klub wechselte er im Januar 2023 zum Regionalligisten VSG Altglienicke.

### Nationalmannschaft
Kasten spielte von der U-15 bis zur U-18 zwischen 2016 und 2019 neunmal für deutsche Jugendnationalauswahlen.